# Like a Love?
«Like a Love?» es el octavo sencillo de la cantante japonesa Ami Suzuki dentro del sello Avex. Fue lanzado originalmente el 26 de julio del año 2006.

## Información
Este sencillo es el octavo bajo Avex. La promoción no fue la mejor, con muy poca rotación del video musical y poca atención hacia la calidad de musical ni nada, y sólo ocupó más de una noticia por el hecho de que el tema estaba escrito por Ami, y compuesto por la cantante Ai Otsuka. Con este sencillo se cumple la primera vez que Ai compone un tema para otro artista aparte de los que crea para ella misma, y fue lo que llamó más que nada la atención del público tanto de los seguidores de Ami como Ai. Ambas tienen edades similares, y se conocieron en la gira de a-nation realizada el 2005, donde Ami se presentaba por primera vez en el escenario y Ai por tercera vez. La composición del sencillo, al igual que su arreglo, han recibido críticas de los fanáticos de ambas artistas, considerándola algo pobre musicalmente. La versión cantada en el concierto del a-nation del 2006 fue re-mejorada adaptándola aún más al estilo del Pop/Rock que hace Ai Otsuka algo característico al interior de música, y es una probabilidad que el tema sea re-arreglado para tomar lugar en el segundo álbum de Ami dentro de Avex, que quizás sea lanzado en el 2007 pero aún no se han entregado fechas.
"Like a Love?", tanto la canción como el video musical grabado en la ciudad de Okinawa fueron mencionados por la misma Ami como la continuación de "Alright!", el sencillo de verano lanzado anteriormente y que obtuvo un éxito regular. Su sitio oficial incluso lo menciona, a "Alright!" como la canción que relata la excitación de comenzar una nueva aventura con respecto al amor, y "Like a Love?" como algo más allá de la superficialidad, cuando las cosas pasan a un mayor grado.
El sencillo logró una entrada algo débil dentro de las listas de Oricon, no logrando quedar dentro de los primeros 20 sencillos más vendidos, pero ya ha vendido más de 12 mil copias. El tema también fue utilizado como canción principal dentro de la serie de televisión japonesa Miracle Shape. La canción que acompaña al sencillo, "Squall ni Nurete", se trata de insertar más en el Rock/Pop.

## Canciones
1. «Like a Love?»
2. «Squall ni Nurete» (スコールにぬれて Sukōru ni Nurete?)
3. «Like a Love?» (Instrumental)
4. «Squall ni Nurete» (スコールにぬれて?) (Instrumental)

## Ventas
| Lanzamiento           | Lisa                        | Puesto | Ventas iniciales | Ventas totales |
| --------------------- | --------------------------- | ------ | ---------------- | -------------- |
| 25 de febrero de 2007 | Listas de álbumes de Oricon | #23    | 8765 copias      | 15 000 copias  |